# Обединено кралство Португалия, Бразилия и Алгарве
Обединеното кралство Португалия, Бразилия и Алгарве (на португалски: Reino Unido de Portugal, Brasil e Algarves) е държава, просъществувала от 1815 до 1822 година.
Обединеното кралство е образувано през 1815 година, когато Вицекралство Бразилия получава статут на кралство и едновременно с това образува единна държава с кралствата Португалия и Алгарве. По това време португалският кралски двор пребивава в бразилската столица Рио де Жанейро, тъй като в хода на Наполеоновите войни французите установяват контрол над континентална Португалия. През 1822 година Бразилия обявява своята независимост, която е призната от Португалия през 1825 година, с което официално се слага край на Обединеното кралство.